# Sandbergska huset
Sandbergska huset är en byggnad i hörnet av Köpgatan och Aleksis Kivigatan, vid dåvarande Salutorget (nu Centraltorget) i Tammerfors.
Sandbergska huset är en affärsbyggnad i tre våningar. Det ritades av stadsarkitekten  F.L. Calonius i nyrenässansstil för apotekaren Thomas Clayhills (1844–1908). Huset färdigställdes i tre etapper: den äldsta hörnbyggnaden stod färdig 1882, flygeln mot Handelsgatan 1891 och flygeln mot Salutorget 1897. Trapphuset i flygeln mot Salutorget har bevarats i ursprungligt skick med vägg- och takmålningar.
Thomas Clayhills hade sitt apotek, Tammerfors andra apotek, "Apoteket på hörnet vid Salutorget", i byggnaden, men blev känt efter Sandbergs järnhandel, som verkade där från 1882 fram till 1960-talet. Järnhandeln grundades 1878 av Wilhelm Sandberg (1843–1887). I Sandbergska huset verkade också Uno Hagbergs apotek mellan 1905 och 1953. Tammerfors första telefonväxel, som togs i bruk 1882, med 16 abonnenter, fanns i Sandbergska huset. 
Sandbergs hus är enligt den kommunala planbeteckningen "en arkitektoniskt och kulturhistoriskt värdefull byggnad och viktig för bevarandet av stadsbilden". 
Järnhandeln ombildades till aktiebolaget W:m Sandberg Oy 1906 under ledning av Rudolf Winner. Efter dennes död 1912 började byggnaden omvandlas till en modern affärsbyggnad. Skyltfönstren utvidgades under de första decennierna på 1900-talet, och ytterligare i samband med en renovering på 1950-talet. Den viktigaste originalbevarade delen i byggnaden är trapphuset till förlängningsdelen mot Handelsgatan, som är utsmyckad med vägg- och takmålningar i  nyrenässans.